# طراز الإمبراطورية الثانية

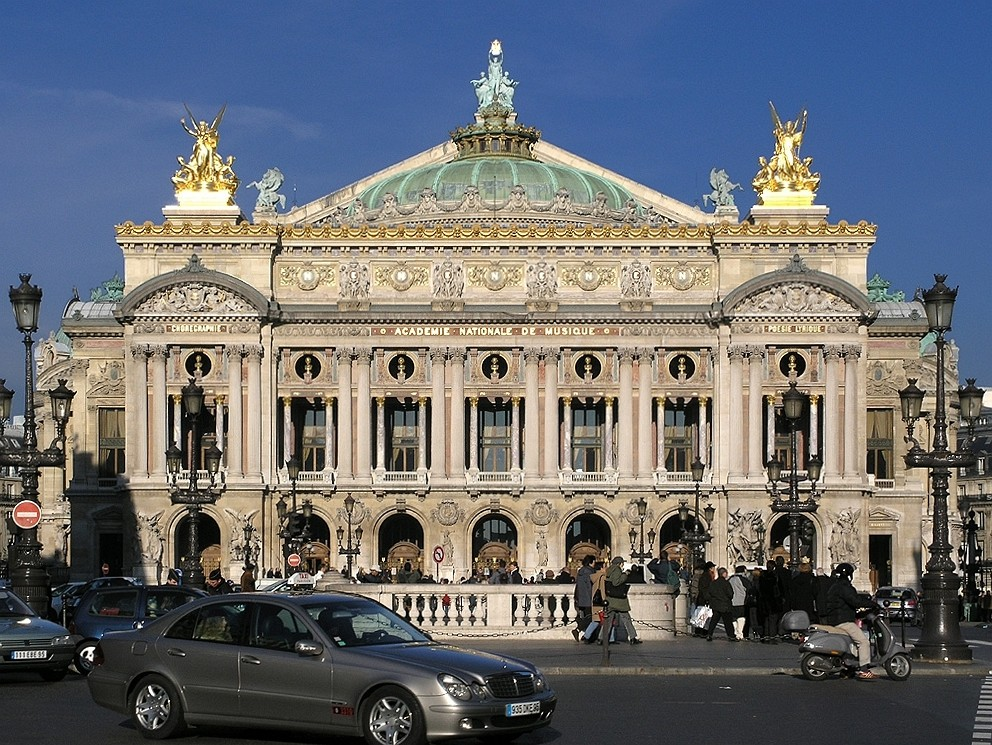
قصر غارنييه، واحد من أشهر المباني ذات الطراز الإمبراطوري الثاني.

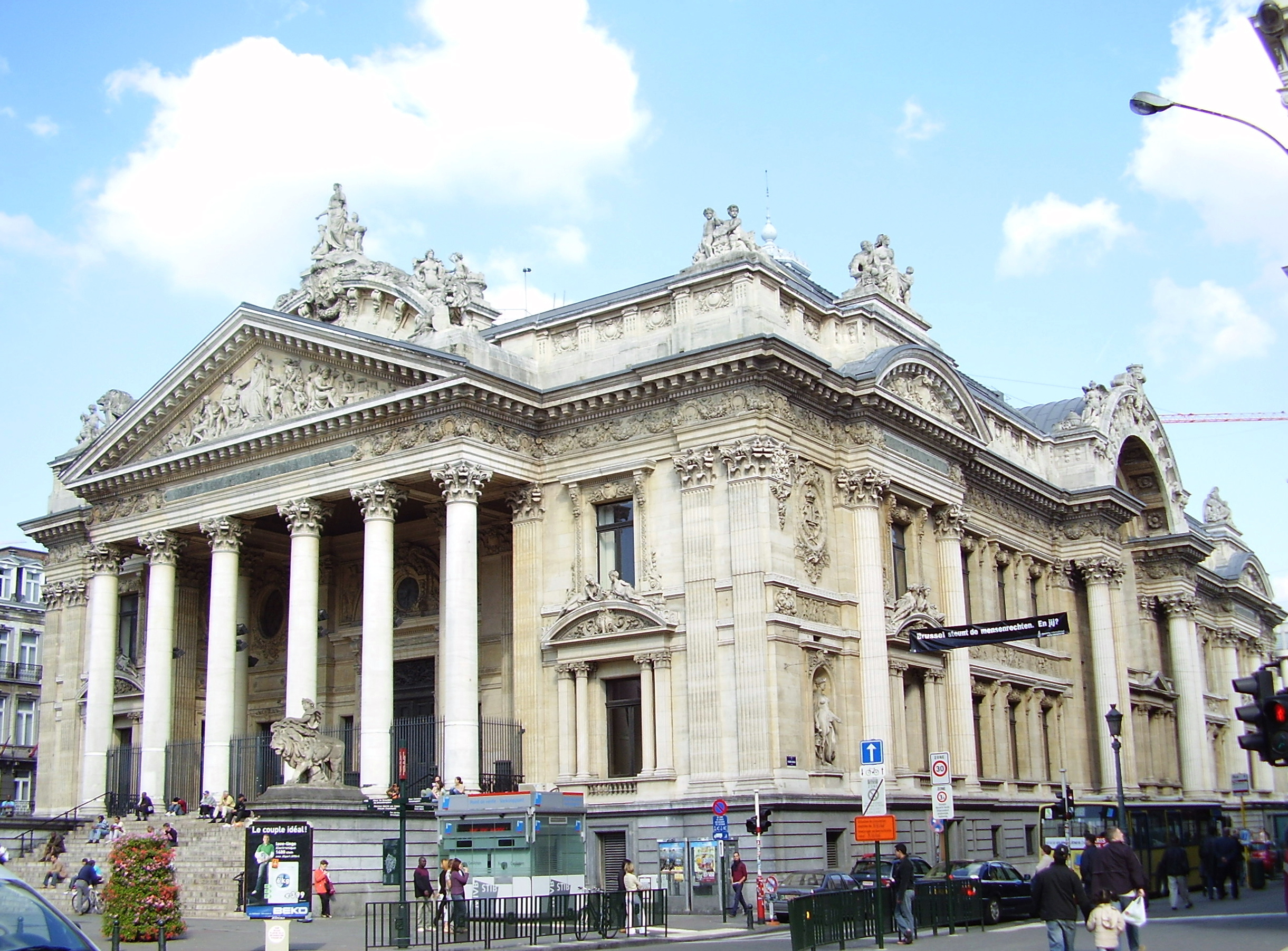
مبنى بورصة بروكسل، مثال أخر لطراز الإمبراطورية الثانية الفرنسية.

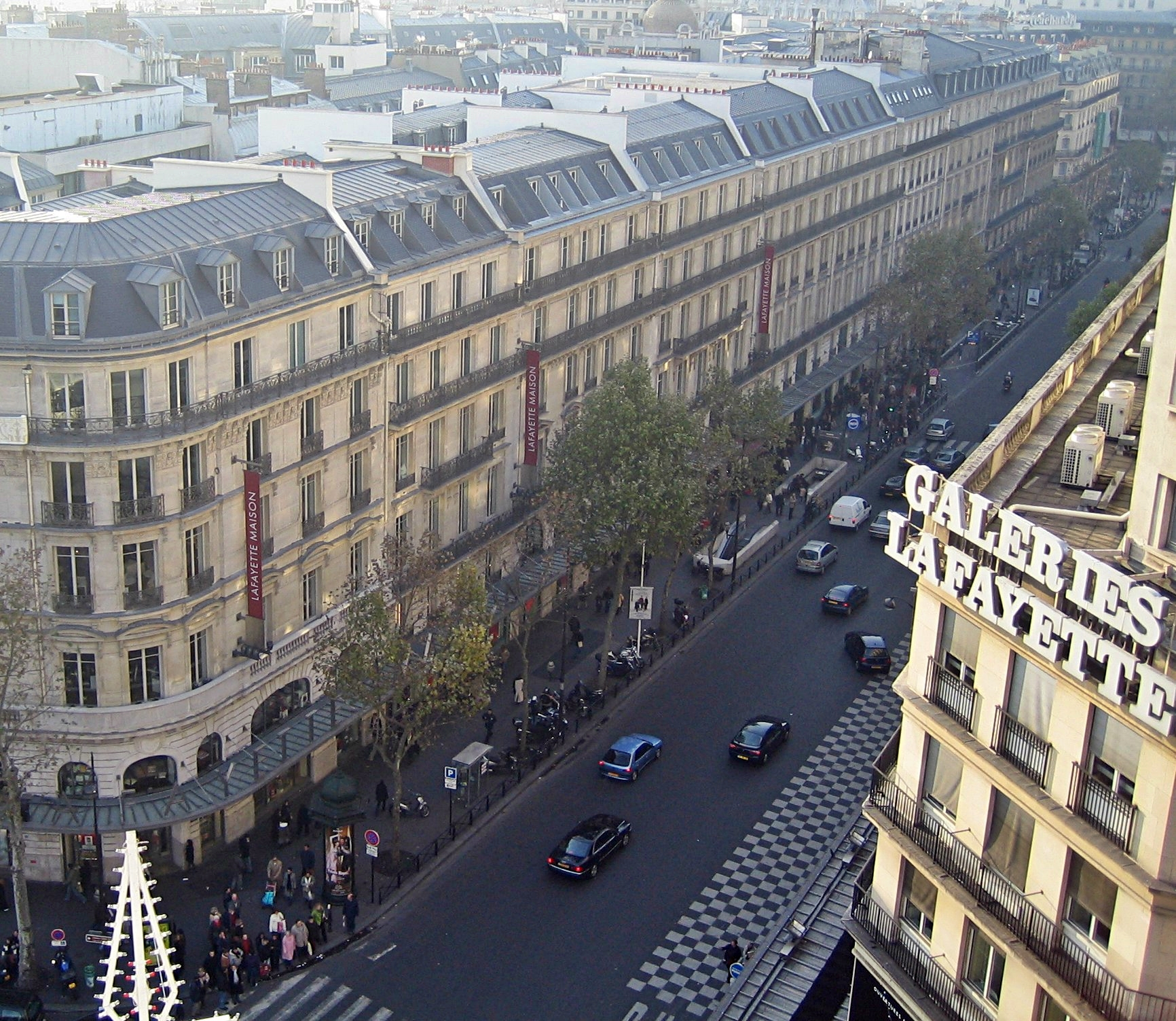
شارع هوسمان، واحد من الأمثلة المشهورة للطراز الإمبراطوري أثناء تحديث باريس تحت الإمبراطورية الثانية.

طراز الإمبراطورية الثانية الفرنسية أو طراز نابليون الثالث هو طراز معماري نشأ في فرنسا تحت الإمبراطورية الفرنسية الثانية وفي حكم نابليون الثالث. عرف هذا الطراز شهرة كبيرة وانتشارا واسعا خاصة لدى الطبقة البرجوازية أثناء وجود الإمبراطورية وفي حكم الجمهورية الفرنسية الثالثة حتى السنوات 1920.

## الميزات الرئيسية
- الإنتقائية: هذا الطراز يستمد من عدة أنماط هندسية بدأ من عمارة التاريخ القديم (أساسا العمارة الإغريقية والرومانية) وصولا إلى هندسة الحكم الأرستقراطي (الكلاسيكية الجديدة) ومرورا بعمارة عصر النهضة الفرنسية والإيطالية.
- الزخارف تكون أساسا كبيرة وكثيرة الوجود ومنقوشة نقشا دقيقا.
- الترف والذوق.
- استخدام الستائر.
- الهوامش التي تزين الكراسي والمقاعد.

## العمارة
أوبرا باريس الوطنية وقصر غارنييه يمكن إعتبارهما قمة تمثيل طراز نابليون الثالث: وجود الإنتقائية، والطراز الكلاسيكي في مراحله المختلفة (من النهضة إلى الكلاسيكية الجديدة).

## الأثات
جاء هذا النمط بظهور عدة أنواع من الأثات الجديد: العثماني، العبوس (نوع من الأرائك)، مقعد العلجوم (مغطى بالكامل بالنسيج بحيث لا يظهر الخشب الذي هو غالبا مبطن.

## النمو
بالرغم من ولادته في فرنسا، تم تطوير هذا النمط في بلدان أوروبية أخرى، ولكن تحت تسميات أخرى، مثلا العمارة الفكتورية في المملكة المتحدة.

## معرض صور

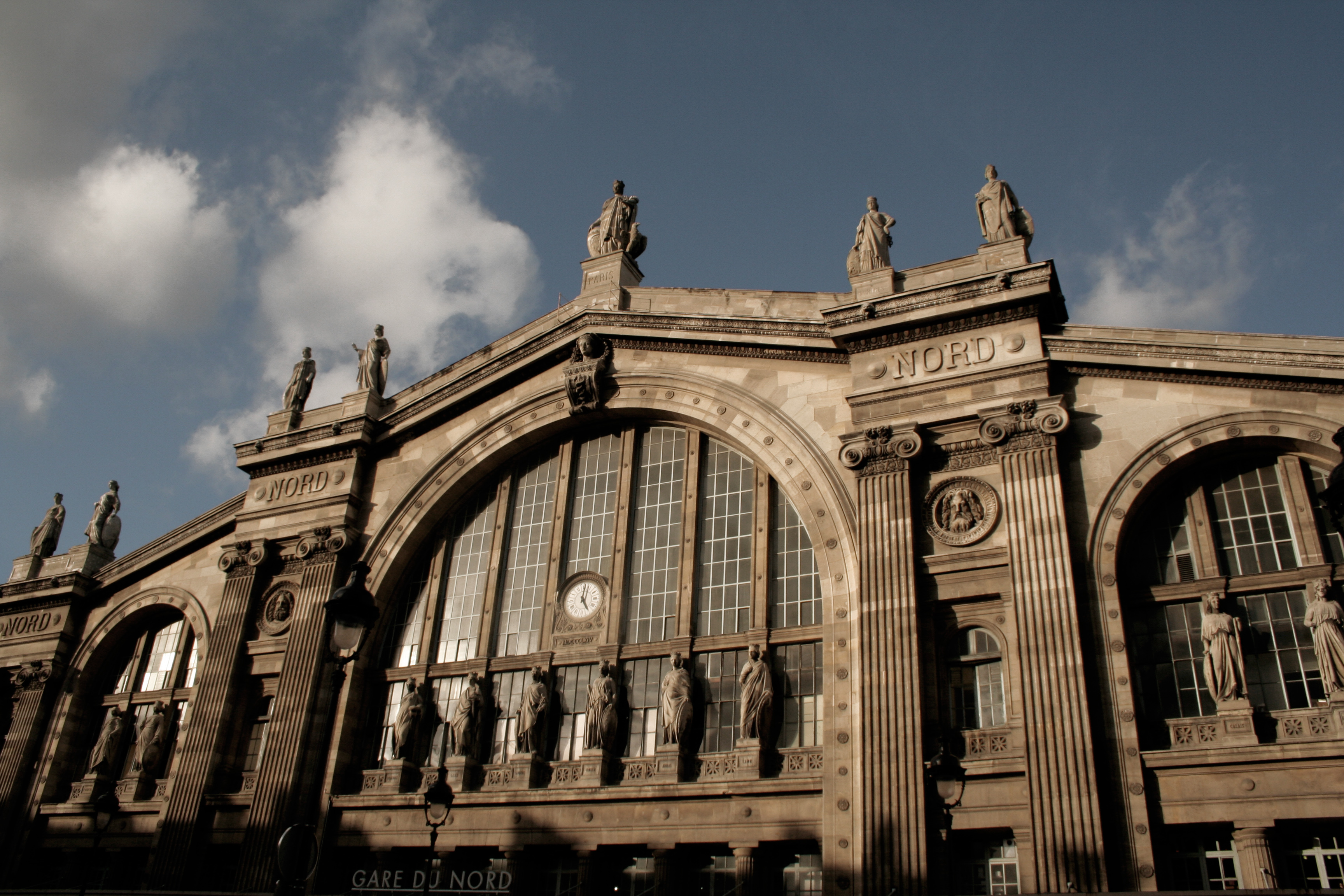
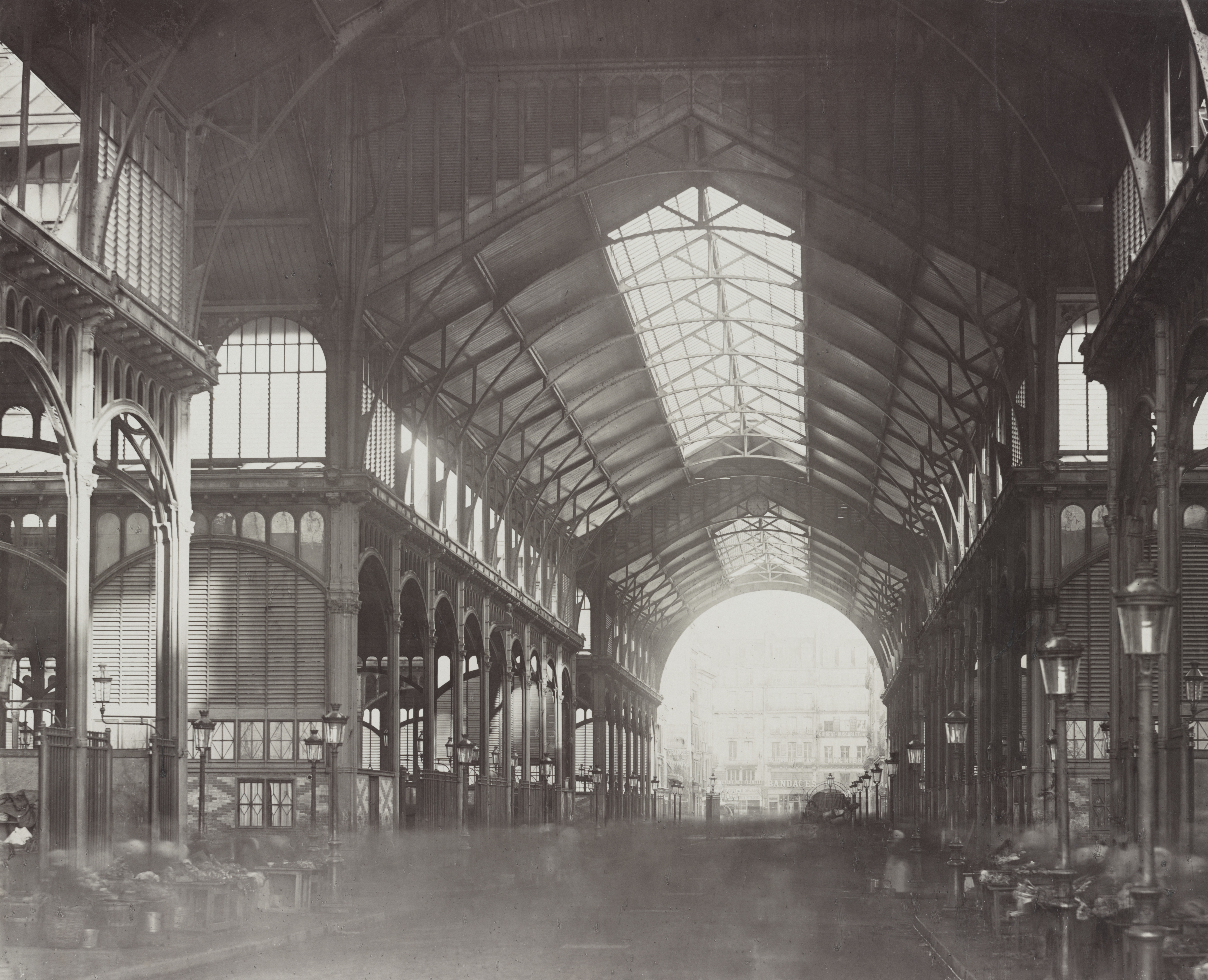
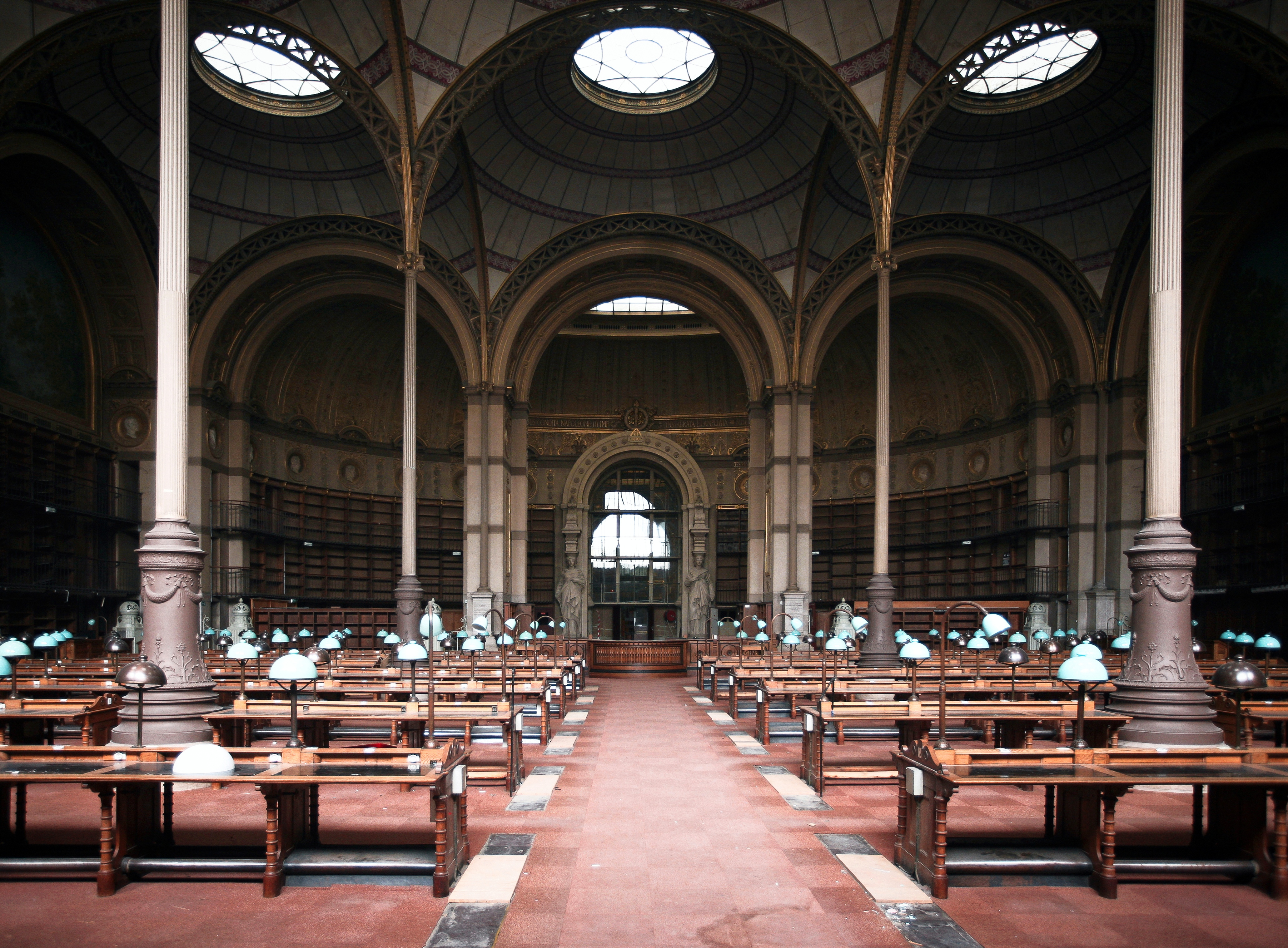
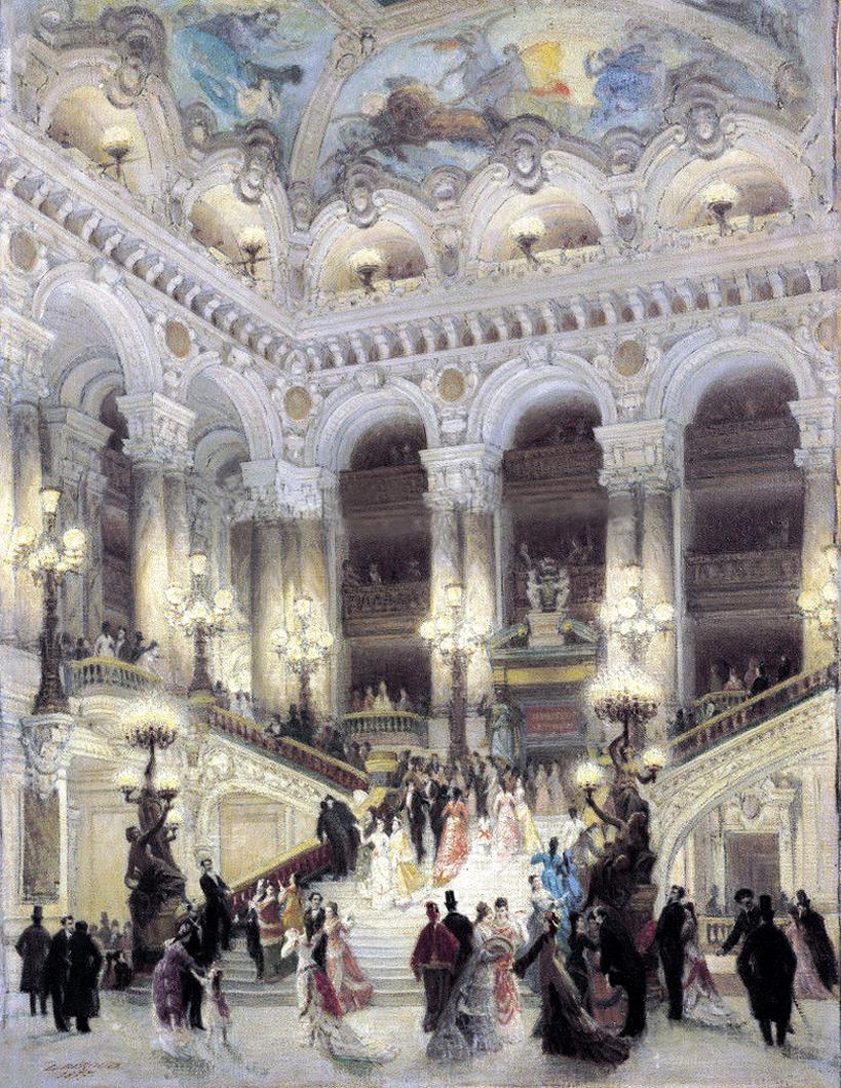
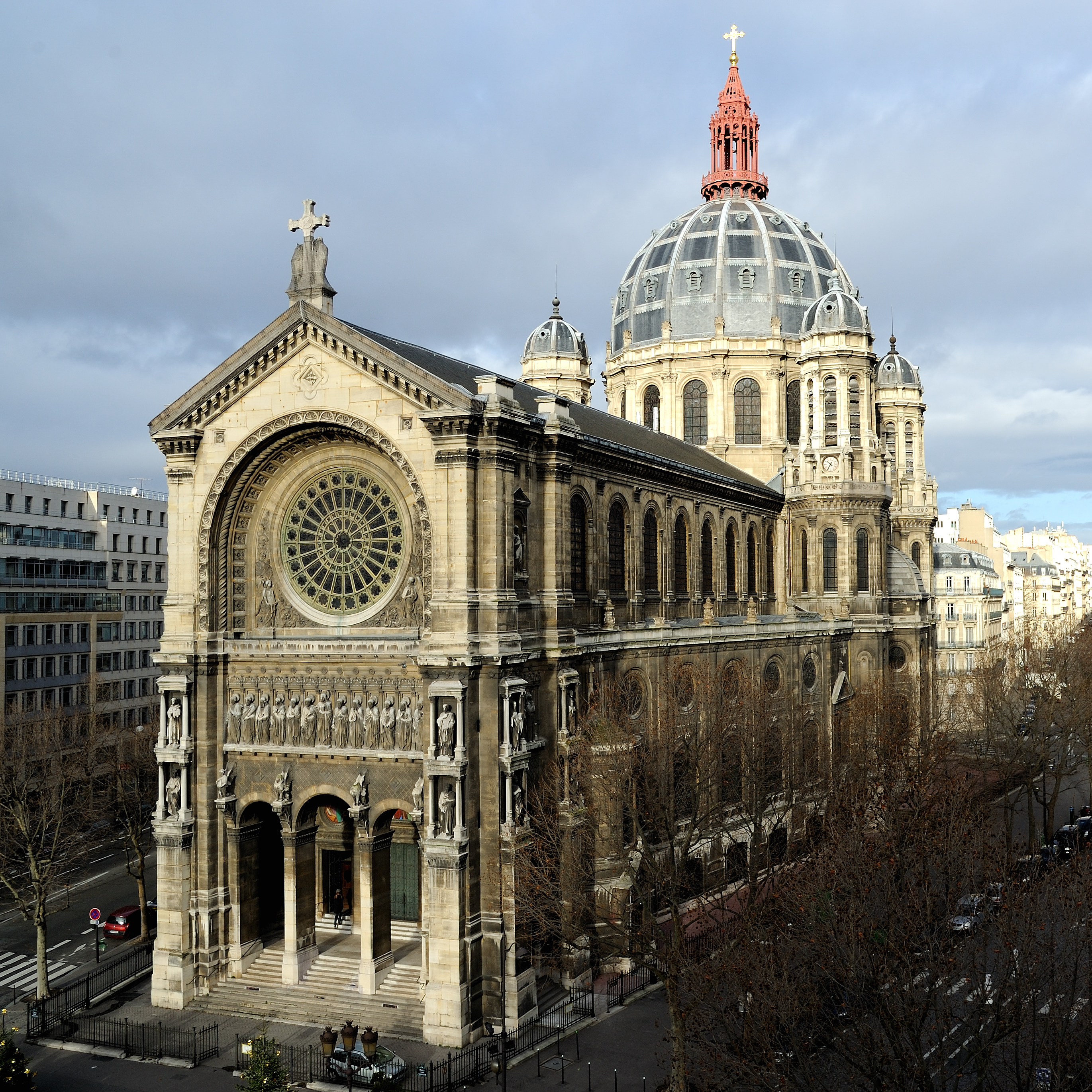

## مقالات ذات صلة
- تاريخ العمارة
- طراز عصر النهضة الجديد
- طراز هنري الثاني
- طراز الفنون الجميلة
- طرز معمارية